# Journal für Sie
Journal für Sie war ein Ratgebermagazin im Fernsehen der DDR.

## Sendung
Journal für Sie war als Ratgebersendung speziell für Frauen konzipiert. Die Moderation übernahmen Gerda Brasch und Gisela Matzke, zu Beginn wurden die Folgen monatlich mittwochs im Abendprogramm ausgestrahlt. Die Themen der Sendung drehten sich rund um Familienpolitik und Fragen der Erziehung. Ab Juni 1965 wurden die Episoden nur noch unregelmäßig und an verschiedenen Tagen und Zeiten gesendet.
Die Sendung galt anfangs als relativ erfolgreich, das Neue Deutschland bezeichnete sie als „vielseitig, interessant und erfreulich unkonventionell“, „ein hübsches frisches Kind“ des Fernsehens der DDR. Doch bereits Mitte 1965 bescheinigte die Zeitung der Sendung, „urlaubsreif“ zu sein und den abendlichen Sendeplatz zurecht abgegeben zu haben.
Die letzte der insgesamt 16 Folgen wurde am 29. Dezember 1965 ausgestrahlt.